# Fokuseinstellung
Unter einer Fokuseinstellung versteht man folgenden Tatbestand:
Bei Farbbildröhren wird die Fokussierung der Linien eingestellt, um ein scharfes und kontrastreiches Fernsehbild zu erhalten. Hierfür nutzt man das Fokusraster.
Der Fokus wird an der dritten senkrechten Linie in Höhe der Mittellinie eingestellt, weil an dieser Stelle die Defokussierung am größten ist. Wird das Raster an dieser Stelle fokussiert (scharf gestellt), dann wird die Defokussierung zur Schirmmitte hin immer geringer. Somit erhält man ein einheitlich fokussiertes (scharfes) Fernsehbild.